# Огарёв, Александр Анатольевич
Александр Анатольевич Огарёв — российский театральный режиссёр. Заслуженный артист Российской Федерации (2014).

## Биография
Окончил театральное отделение Воронежского института искусств. Работал актёром в театрах Гродно, Краснодара, Тольятти.
В 1988 году поступил в ГИТИС на режиссёрский факультет (мастер курса — А. Васильев). В 1992 году, после окончания учёбы, принят в театр «Школа драматического искусства» сначала режиссёром-стажёром, а с 1997 года режиссёром-постановщиком. Также был занят в спектаклях театра как актёр. С 1997 года — преподаватель семинаров в различных проектах и лабораториях в театре «Школа драматического искусства». Ушел со скандалом 2020 
Ставит спектакли во многих российских и зарубежных театрах.
Доцент Международного славянского института имени Г. Р. Державина (2003—2005 — преподаватель на курсе Новиковой-Славутина).
2011—2013 гг. — главный режиссёр Краснодарского академического театра драмы им. Горького.Уволен 
2011—2014 гг. — художественный руководитель заочного актёрского курса в РАТИ (ГИТИС), актёрский факультет.
Январь 2014 — сентябрь 2016 гг. — главный режиссёр томского областного театра драмы. Покинул пост из-за конфликта с руководством 
С сентября 2016 года — руководитель творческой лаборатории ЛЕС (Лаборатория Ежедневного Самовозгорания) в московском театре «Школа драматического искусства». Ушел со скандалом 
С июля 2020 года — художественный руководитель Астраханского драматического театра.
В 2024 Министерство Культуры г, Астрахани не продлило контракт с Огаревым А.А. Астраханский Драматический Театр  стал уже третьим театром который он вынужден покинуть.

## Творчество

### Режиссура
- 2001 — «Стеклянный зверинец» Т. Уильямса (РАМТ)
- 2003 — «Парящая лампочка» по Вуди Аллену (Московский театр им. Пушкина)
- 2003 — «Лысая певица» по Эжену Ионеско (Московский Новый драматический театр)
- 2004 — «Дети священника» по Мате Матишичу (Московский театр им. Пушкина). Спектакль получил главный приз и приз зрительских симпатий на фестивале в Сплите (Хорватия) в апреле 2005 г.
- 2005 — «Бумажный брак» по Г. Слуцки и С. Бодрову — (Театральное агентство «Арт-Партнёр XXI»).
- 2005 — «Ромео и Джульетта» У. Шекспира (пер. Б. Пастернака) (Владимирский областной драматический театр)
- 2005 — «Повелитель мух» по У. Голдингу (инсценировка А. Огарёва и И. Яцко) (РАМТ)
- 2006 — «Пять вечеров» по А. Володину («Современник»)
- 2006 — «Зима» по Е. Гришковцу (РАМТ)
- 2006 — «Муж моей жены» по Миро Гаврану (Театральное агентство «Арт-Партнер XXI»). Главный приз за лучший спектакль и лучшую режиссуру на фестивале «Амурская осень» (2007 год)
- 2006 — «Либидо» по А. Чугунову
- 2007 — «Чудо со щеглом» по Арс. Тарковскому и песням Ф. Шуберта («Школа драматического искусства»)
- 2007 — «Лысая певица» Э. Ионеско (Национальный театр Хорватии). Участие в фестивале в Загребе (июнь 2007) и Сараево (октябрь 2007)
- 2007 — «Метель» А. Пушкина (Театр Гавелла)
- 2007 — «Весенняя гроза» Т. Уильямс (Белгородский Академический театр драмы)
- 2008 — «Малороссийские песни» («Школа драматического искусства»)
- 2008 — «Дамский портной» Ж. Фейдо (Московский драматический театр имени А. С. Пушкина)
- 2009 — «Преступление и наказание» Ф. М. Достоевского (Национальный театр Хорватии)
- 2010 — «В обществе мёртвых поэтов» Е. Нарши (Другой театр. Москва)
- 2011 — «Месяц в деревне» И. С. Тургенева (Театр им. Маяковского)
- 2011 — «Гвидон». Опера Александра Маноцкова по стихам Даниила Хармса. Театр «Школа драматического искусства», Москва. Национальная премия «Золотая маска» за лучший спектакль в номинации «Эксперимент», 2012 г.
- 2011 — «Гамлет» У. Шекспир (Краснодарский академический театр драмы им. Горького)
- 2011 — «Тайна пропавшего снега» К. Драгунской («Школа драматического искусства»)
- 2012 — «Панночка» по Н. Садур (Краснодарский академический театр драмы им. Горького)
- 2012 — «Кошка на раскалённой крыше» Т. Уильямс (Краснодарский академический театр драмы им. Горького)
- 2012 — «Лунин или Страна рабов» Э. Радзинского (Другой театр. Москва. Возобновление — 2016 г. — Институт Современного Искусства, Студия Ольги Дроздовой и Дмитрия Певцова).
- 2013 — «Жанна» Я.Пулинович (Краснодарский академический театр драмы)
- 2013 — «Как я стал…» Я. Пулинович (Краснодарский академический театр драмы)
- 2013 — «Жанна» Я. Пулинович (Краевой театр драмы г. Барнаул)
- 2013 — «Метель» В. Сигарев (Красноярский театр юного зрителя)
- 2014 — «Луна-парк имени Луначарского» Ксении Драгунской. Театр «Школа драматического искусства».
- 2014 — «Лариса и купцы» по пьесе А. Островского «Бесприданница». Томский областной театр драмы.
- 2014 — «Мой дом — твой дом» Иан Огилви. Томский областной театр драмы.
- 2015 — «Горе от ума» по Грибоедову (с сочиненным фрагментом «Маленькие Саша и Соня» Юлии Тупикиной), театр Школа Драматического Искусства, Москва.
- 2015 — «Амели» по Амели Нотомб. Томский областной театр драмы.
- 2016 — «Война» по Ларсу Нурену. Томский областной драматический театр.
- 2016 — «Председатели земного шара» Ольги Погодиной-Кузьминой. Томский областной драматический театр.
- 2016 — «Венецианский купец» по Шекспиру. Хорватия. Для фестиваля «Сплитское лето». Хорватское Национальное Казалиште, г. Сплит.
- 2016 — «Преступление и наказание» по Достоевскому. Красноярский Академический театр драмы.
- 2017 — «Лес» по Александру Островскому. Театр «Школа драматического искусства», Москва.
- 2017 — «Снегурочка» по Александру Островскому. Кинешма, драматический театр.
- 2017 — «Когда я была маленьким мальчиком», Михаил Бартенев. Центр имени Мейерхольда. Москва.
- 2017 — «Сюзанна», Юн Фоссе. Театр «Школа драматического искусства». Москва.
- 2018 — «Вишнёвый сад», А. Чехов. Хорватский национальный театр. Сплит.
- 2018 — «Дачники» по Максиму Горькому. Театр «Школа драматического искусства». Москва.
- 2018 — «Костя и великан», Mart Kivastik. Театр Vaba Lava, Эстония. Viinistu, здание бывшей котельной.
- 2019 — «Женитьба» по Николаю Гоголю. Театр «Школа драматического искусства». Москва.
- 2019 — «Битва за Мосул» по пьесе Алексея Житковского. Совместно с Анастасией Кадрулёвой. Театр «Школа драматического искусства». Москва.
- 2019 — «Безымянная звезда» по пьесе Михаила Себастьяна. Ростовский Академический Молодёжный театр.
- 2019 — «Неодушевлённая Галина номер два» по пьесе Олега Колосова. Театр «Школа драматического искусства». Москва.
- 2019 — «Как Зоя гусей пасла» по пьесе Светланы Баженовой. Содружество актёров Таганки, Москва.[8]
- 2019 — «Странствия души» коллаж по трём пьесам Антона Чехова — «Три сестры», «Чайка» и «Вишнёвый сад». Университет города Клуж (Румыния). Дипломный спектакль студентов театрального факультета. Руководитель курса профессор Миклош Бач.
- 2020 — «Ганди молчал по субботам» Анастасии Букреевой. Драматический театр города Бакэу (Румыния).
- 2020 — «Как Зоя гусей кормила», пьеса Светланы Баженовой. Кинешемский драматический театр.
- 2020 — «Герой нашего времени». Пьеса Анастасии Букреевой по произведениям Михаила Лермонтова. Драматический театр города Шарыпово (Красноярский край).
- 2020 — «Татуированная роза» по Теннесси Уильямсу. Астраханский театр драмы.
- 2020 — «Малыш и Карлсон, который живёт на крыше» по Астрид Линдгрен. Астраханский театр драмы.
- 2021 — «Вдох-выдох». По пьесе Юнаса Хассена Хемири «Нас сотня». Астраханский театр драмы.
- 2021 — «Братья Карамазовы» по роману Достоевского. Астраханский театр драмы.
- 2021 — «Горе от ума» по Александру Грибоедову. Липецкий областной драматический театр.
- 2021 — «Спасите Лёньку», пьеса Малики Икрамовой. Астраханский театр драмы.
- 2021 — «День города N». Три сценические новеллы по пьесам Ольги Анненко («Эта чёртова горькая правда»), Светланы Сологуб («Как болезнь») и Елены Вольгуст («Макси-и-им!»). Астраханский театр драмы.
- 2021 — «Лес» по Александру Островскому. Молодёжный театр драмы. Владивосток.
- 2021 — «Шум за сценой» по Фрейну. Астраханский театр драмы.
- 2022 — «О мышах и людях» по одноимённой повести Джона Стейнбека. Красноярский драматический театр имени Пушкина.
- 2022 — «Чайка» Чехова. Астраханский театр драмы.
- 2022 — "Кабаре «Велимир», спектакль во дворике театра драмы по воспоминаниям о Велимире Хлебникове. Астраханский театр драмы.
- 2022 — «Kill кит» Евгении Юсуповой. В фойе театра драмы. Астраханский театр драмы.
- 2022 — «Ганди молчал по субботам» Анастасии Букреевой. Астраханский театр драмы.
- 2023 — «Анна в тропиках» Нило Круза в переводе Евгения Казачкова. Астраханский театр драмы.
- 2023 — «Ромео и Джульетта» по Шекспиру. Воронежский театр юного зрителя.
- 2023 — «Мастер и Маргарита» по Михаилу Булгакову. Инсценировка Сергея Филиппова. Амурский областной театр драмы, г. Благовещенск.
- 2023 — «Сны в сумасшедшем доме» по Иосифу Бродскому. Композиция по эссе и стихам поэта, фрагменты из поэмы «Горбунов и Горчаков». Астраханский театр драмы.
- 2024 — «Герой нашего времени» — пьеса Анастасии Букреевой по произведениям Лермонтова. Самарский Академический театр драмы.
- 2024 — «Вы ушли с маршрута». Пьеса Светланы Баженовой. В рамках проекта «День города Nь». Астраханский областной театр драмы.
- 2024 — «Евгений Онегин». По роману «Евгений Онегин» и другим стихам Александра Пушкина. Астраханский областной театр драмы.
- 2024 — «Мы прожили целую жизнь. Я жил впервые». Спектакль по биографии, стихам и прозе Булата Окуджавы. К 100-летию Поэта. Астраханский театр драмы.
- 2025 -  "Лысая певица" по Эжену Ионеско. Ростовский театр "Линии".
- 2025 -  "Зойкина квартира" по Михаилу Булгакову. Липецкий Академический театр драмы имени Льва Толстого.

### Актёр
- «Из путешествия Онегина»
- «Пушкинский утренник»
- «Моцарт и Сальери»
- «Чудо со щеглом»